# 江士英
江士英（?—?），别號弢颖，福建建寧府建安縣民籍。

## 生平
萬曆四十年（1612年）壬子科舉人，四十四年（1616年）丙辰科進士，大理寺觀政，四十五年授河南兰阳县知县，天启元年本省同考，二年陞兵部武選司主事，六年升本司郎中，管理清黄，七年升浙江提學右參政，尚未莅任，而丁艱去職。崇禎三年三月升廣東按察使，四年拾遺去職。

## 家族
曾祖江桥。祖父江梦龙。父江城，庠生。

## 引用
1. ↑  《萬曆四十四年丙辰科進士序齒録》：江士英，秩颖，易二房，辛卯八月二十九日生。
2. ↑  康熙《建寧府志·卷二十五·選舉二》：萬歷四十年壬子高崇穀榜……江士英 易，見進士，俱府學
3. ↑  康熙《建寧府志·卷二十四·選舉一》：萬歷四十四年丙辰錢士升榜 江士英 字弢頴，令蘭陽有治績，行取兵部主事，陞浙江提學，以嚴見稱。